# Druckbelüfter

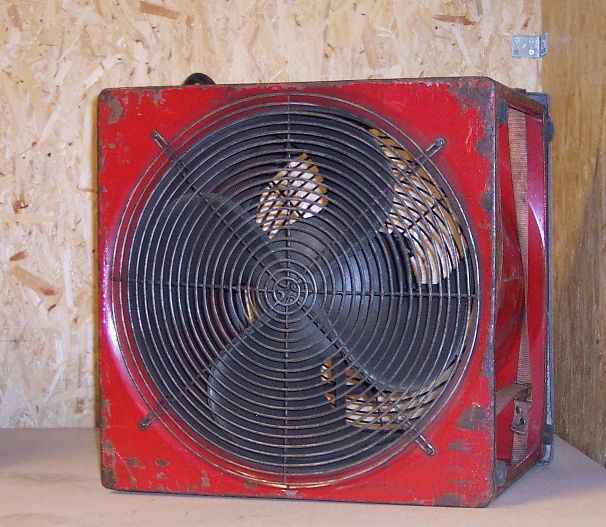
Überdruckbelüfter mit Elektroantrieb

Ein Druckbelüfter, auch Hochdruck(be)lüfter oder Überdruckbelüfter genannt, ist ein feuerwehrtechnisches Gerät, das eingesetzt wird, um verqualmte Räume oder Häuser rauchfrei zu machen oder nicht verqualmte Gebäudeteile rauchfrei zu halten.

## Merkmale

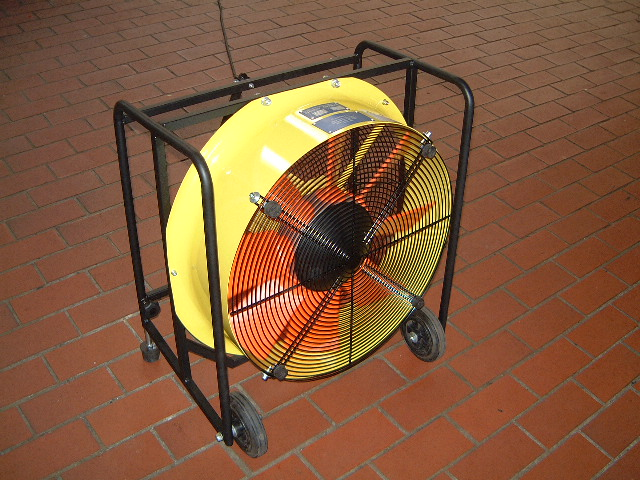
Druck- und Sauglüfter mit Elektroantrieb

Ein Druckbelüfter ist im Prinzip ein Ventilator, der entweder durch einen Benzinmotor, einen Elektromotor oder einen Wasserantrieb in Bewegung gesetzt wird.
Lüfter mit Elektroantrieb sind auch in explosionsgeschützten Varianten erhältlich.
Wasserbetriebene Lüfter haben (entgegen der weit verbreiteten Meinung) generell keinen Explosionsschutz gemäß ATEX.
Zwar fehlt beim Wasserlüfter die Komponente Otto- oder Elektromotor, allerdings finden sich auch hier bewegliche Teile, bei denen es zu einer statischen Aufladung kommen kann.
Selbst Lüfter mit antistatischen Komponenten sind nicht explosionsgeschützt, wenn für ihren Betrieb normale Feuerwehrschläuche verwendet werden.
Lüfter zur Überdruckbelüftung sind nicht zu verwechseln mit sogenannten Turbo- oder Injektorlüftern, die nach dem Injektorprinzip als reine Strömungsmaschinen arbeiten.
Turbolüfter sind oft sehr kompakt und unterscheiden sich von Überdrucklüftern anhand ihrer Propellerform und der Anzahl der Propellerblätter (kleine, turbinenartige Propeller, oft mit 12 bis 14 Blättern, im Gegensatz zum Überdrucklüfter, der mit weniger und längeren Propellerblättern arbeitet).

## Einsatz
Das Gerät erzeugt während des Betriebes einen strömenden Luftkegel. Mit diesem Luftkegel deckt man die sogenannte Eintrittsöffnung ab (meistens die Haustür oder ein Fenster im Erdgeschoss). Dadurch entsteht im Inneren des Hauses ein Überdruck, der den Rauch aus dem Gebäude hinaustreibt. Voraussetzung dafür ist, dass eine entsprechende Abzugsöffnung vorhanden ist, die etwa die 1,5-fache Größe der Eintrittsöffnung haben sollte. Diese Öffnungen können fest eingebaute Rauchabzugsöffnungen sein (wie in öffentlichen Gebäuden üblich), oder ein Fenster, das gegebenenfalls vom Angriffstrupp vorher geöffnet worden ist.
Die Druckbelüfter können aber auch im Zuge einer taktischen Ventilation zur Abwehr einer Flashover (Durchzündung) oder einer Rauchgasexplosion verwendet werden und sind so ein wesentlicher Bestandteil der modernen Brandbekämpfung. Eingeführt wurde die Druckbelüftung in den USA, da es aufgrund der dortigen Bauordnung im Brandfall oft zu Durchzündungen und Rauchgasexplosionen kam. Durch den erzeugten Überdruck und die mitgesaugte Luft wird der Brandrauch ins Freie gedrückt, wodurch eine Rauchdurchzündung verhindert wird. Der Druck muss allerdings stark genug sein, um nicht einen gegenteiligen Effekt zu erzielen. Vorteile für die Einsatzkräfte sind hierbei vor allem die bessere Sicht im Gebäude und rauchfreie Bereiche, über die eine Menschenrettung besser durchführbar ist. In Kombination mit einem mobilen Rauchverschluss lässt sich dieser Einsatz weiter optimieren. Ebenfalls positiv wirkt sich die geringere Hitzebelastung aus, was die Einsatzzeiten sowie das persönliche Wohlbefinden merklich steigert.
Trotz der vielen Vorteile im Brandeinsatz, kann die Druckbelüftung bei nicht fachgerechter Anwendung auch großen Schaden verursachen. So wird bei falscher oder mangelhafter Kanalisierung des Luftstromes der Brandrauch im ganzen Gebäude verteilt. Weiter kann durch die zugeführte Luft die Brandausbreitung auch unterstützt werden, wenn beispielsweise Funkenflug in gebäudeinternen Klimaanlagen entsteht. Nicht zu vernachlässigen ist die Verletzungs- und Verschmutzungsgefahr durch aufgewirbelte Gegenstände.
Bei dem Einsatz von Druckbelüftung gelten folgende Grundsätze:
- Der Einsatz muss vom Einsatzleiter befohlen werden
- Rahmenbedingungen müssen erfüllt sein (Abzugsöffnung, Kanalisierung)
- Einsatz nur in Verbindung mit einem Atemschutztrupp. Dabei muss eine enge Kommunikation mit dem Trupp über das Vorgehen (z. B. Beginn und Ende der Belüftung) erfolgen, da dies den Trupp sonst in ernste Gefahr bringen kann.

## Hinweise
Der Druckbelüfter versorgt das Gebäude mit frischer Luft. Dabei besteht die Gefahr, dass ein schwelendes Feuer durch die neue Sauerstoffzufuhr wieder angefacht wird. Allerdings fördert der Belüfter auch den Abzug gefährlicher (weil brennbarer) Gase, wie Kohlenstoffmonoxid, ist also auch während des Einsatzes zur Unterstützung vorgehender Trupps einsetzbar. Andererseits geraten durch den falschen Einsatz von Druckbelüftern mit Verbrennungsmotor, aber ohne Abgasführung die Motorabgase in das belüftete Gebäude, wodurch insbesondere die Konzentration von Kohlenstoffmonoxid auf gesundheitsgefährdende Werte steigen kann.
Ein Nachteil bei benzinbetriebenen Druckbelüftern ist die hohe Lautstärke des Gerätes. Eine Kommunikation direkt neben dem Gerät, welches meistens vor der Einstiegsöffnung zum Gebäude platziert wird, ist nicht oder nur sehr schlecht möglich.